# ولاية طربزون العثمانية
 ولاية طربزون وهي إحدى ولايات الدولة العثمانية والتي تغطي اليوم إجزاء من أراضي فيما يعرف اليوم تركيا وكانت ولاية طربزون في القرن العشرين تشغل مساحة (31,290 كم مربع).

## التقسيمات الإدارية
كانت ولاية بدليس تتكون من ثلاثة سناجق (أربعة سناجق بعد سنة 1889 م). و 22 قضاء تابعا للولاية. وسناجق الولاية هي:
1. سنجق طربزوند (طربزون)
2. سنجق غوموشخان
3. سنجق لازیستان (كان مركزها مدينة باطومي لغاية سنة 1878 ومن ثم أصبحت مدينة ريزا مركزها بعد عام 1878 م)
4. سنجق سانيك (أصبحت مدينة سامسون مركزها بعد عام 1889 م)